# 로이마

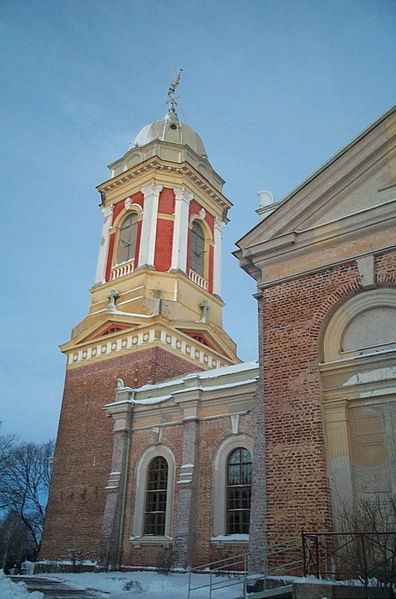
로이마 교회

로이마의 위치

로이마(핀란드어: Loimaa)는 핀란드 남서수오미 지역에 위치한 도시로 면적은 848.11 km2, 인구는 16,421명(2016년 3월 31일 기준), 인구 밀도는 19.37명/km2이다.

시 문장

## 자매 도시
- 스웨덴 우데발라
- 노르웨이 시엔
- 덴마크 티스테드
- 아이슬란드 모스펠스바이르
- 러시아 스타라야루사
- 에스토니아 여흐비
- 에스토니아 튀리